# Victoire Cappe
Victoire Ida Jeanne Cappe, née le 18 mars 1886 à Liège et morte le 29 octobre 1927 à Bruxelles, est la créatrice et la dirigeante du Mouvement social féminin chrétien.

## Biographie

### Jeunesse et études
Fille d'un avocat franc-maçon, Victoire Cappe est issue d'une famille bourgeoise et libérale et accomplit la première partie de sa scolarité dans des écoles non confessionnelles : ses études primaires dans une école communale de Liège et le premier degré de ses études secondaires à l'Ecole moyenne de Soignies.

## Fondations
En même temps que ses sœurs et à sa demande, elle reçoit le baptême catholique à l'âge de quinze ans lors de son intégration à l'école normale primaire des Filles de la Croix à Liège. Son professeur l'Abbé Jean Paisse, lui fait découvrir les idées démocrates chrétiennes d'Antoine Pottier, ce qui l'amène à se sensibiliser aux questions féminines. 
Elle parcourt Max Turmann et découvre le fonctionnement des syndicats féminins lyonnais de Marie-Louise Rochebillard.

## Parcours
Elle fonde les Ligues ouvrières féminines chrétiennes et le « Syndicat de l'aiguille » en 1907, alors âgée de 21 ans pour améliorer les pénibles conditions de travail des travailleurs de l'aiguille, à Liège, et défend leurs droits. 
Elle construit un cercle d'études sociales afin de lutter contre la méconnaissance des vécus de femmes. Devenue régente, elle multiplie les œuvres féminines, créant des cours de formation professionnelle, un secrétariat d'apprentissage et des unions professionnelles pour ouvrières à domicile, demoiselles et employées de magasin, laveuses et repasseuses, ainsi qu'une mutualité familiale, un mensuel syndical "L'aiguille", une Bourse du travail, un restaurant, une société coopérative hébergeant divers services.

## Accomplissement
En 1909, avec l'appui du cardinal Désiré-Joseph Mercier, elle intègre à l'action sociale liée à l’Église. Partout à Bruxelles, Laeken, Mons, Nivelles, Andenne, Huy et ailleurs, elle met en place les cercles d'études sociales afin de coordonner les efforts de l'organisation professionnelle et l'action syndicale. 
Entre 1909 et 1912, elle parcourt congrès et semaines sociales pour faire connaître ces idées, et l'ouvrage collectif "La Femme belge : éducation et action sociale", réalisé sous sa direction en 1912 y concourt également. 
Finalement, elle crée en octobre 1912 le Secrétariat général des unions professionnelles féminines chrétiennes de Belgique  Associée à Maria Baers , comme secrétaire générale flamande, elle parvient à un accord de collaboration avec la CSC, où le secrétariat féminin est reconnu implicitement comme composante du mouvement syndical. Une fédération nationale des syndicats de l'aiguille et une fédération des gantières voient le jour. 
En 1914, Victoire Cappe devient vice-présidente de la CSC. Elle s'initie aux sciences économiques et sociales avec son ami le professeur Victor Brants. Elle prend en charge la rédaction des rubriques sociales du mensuel catholique naissant La Femme belge, qu'elle a cofondée. 
Durant la Première Guerre mondiale, elle est la seule femme membre de la Commission du chômage au sein du Comité National de Secours et d'Alimentation.
Malgré son travail acharné, l'action syndicale reste modeste : l'organisation des ouvrières d'usine échoue, la fondation d'une fédération nationale des syndicats d'employées est désapprouvée par les leaders de la CSC. 
Par contre, elle rencontre un vif succès dans l'organisation des cycles de formation religieuse et sociale pour dirigeantes et propagandistes, au sein des semaines sociales pour enseignantes et ouvrières-propagandistes organisée annuellement, le tout aboutissant en 1920 à la création de l'école sociale catholique de Bruxelles. Elle en devient directrice pour la partie francophone, puis présidente du conseil d'administration. 
Elle est nommée conseillère du ministre de l'Industrie, du Travail et du Ravitaillement après la guerre, en tant qu'experte en matière de travail féminin et participe en 1919 à la première Conférence Internationale du Travail et au Congrès International Féminin ouvrier qui la précède, à Washington. De plus, elle se rend à Oslo pour le Conseil International des Femmes. 
En 1921, elle élabore un nouveau plan d'étude et d'action pour le mouvement féminin chrétien : on y trouve une femme collaborant avec l'homme dans la vie économique, social et politique, influencée par les voyages et rencontres internationales de Victoire Cappe.

## Fin de carrière
Devenu le Secrétariat Général des Oeuvres Sociales Féminines Chrétienne, l'organe travaille principalement à la défense des intérêts et la formation des femmes au foyer. Le mouvement syndical féminin décline et fusionne avec les centrales masculines fin 1925.
Victoire Cappe est exclue du comité directeur de la CSC en 1919, tenue à l'écart de la direction générale du MOC.
Au sein du mouvement féminin, devenu la Ligue ouvrière féminine chrétienne (LOFC), elle est dépassée par la secrétaire générale qui a travaillé à donner à l'organisation une forte autonomie. Berthe de Lalieux de la Rocq lui succède. 
Atteinte de dépression chronique, elle rencontre des difficultés à surmonter les obstacles. Elle fait face à un conflit aigu entre d'une part sa loyauté à ses croyances religieuses et d'une autre part sa volonté d'amélioration les conditions féminines.

## Héritage
L'association non-confessionnelle Vie Féminine est l'héritière directe des Ligues Ouvrières Féminines Chrétiennes : elle rassemble aujourd’hui des dizaines de milliers de femmes en Belgique. En 1920, dans le but de fournir des cadres formés aux mouvements sociaux, elle fonde l'Ecole Catholique de Service Social à Saint-Josse-ten-Noode. Plus tard, cette école deviendra l'Institut Supérieur de Formation Sociale et de Communication, toujours en activité. 
Elle est la sœur de l'écrivaine Jeanne Cappe
Elle est inhumée au Cimetière de Robermont à Liège.